# Glacier du Tsa de Tsan
Le glacier du Tsa de Tsan se trouve en Vallée d'Aoste, au bout du Valpelline, à la frontière avec le Valais. Sa masse s'appuie contre la Tête de Valpelline et le Rocher de la Division, et se prolonge vers le refuge Aoste.
Jusqu'à la fin du XIXe siècle, le haut Valpelline était occupé entièrement par le Haut Glacier du Tsa de Tsan et par le glacier des Grandes-Murailles, d'où provenait le Buthier. La partie inférieure disparut par la suite, et l'adjectif haut fut donc omis.
Le toponyme dérive du mot patois Tsa, indiquant le dernier alpage avant la limite des glaciers ; dans notre cas, il indique le « dernier des derniers ».
Sur la gauche orographique à 2 600 mètres environ sont présentes les ruines d'un alpage.